# Theonella atlantica
Theonella atlantica är en svampdjursart som beskrevs av van Soest och Stentoft 1988. Theonella atlantica ingår i släktet Theonella och familjen Theonellidae.
Artens utbredningsområde är havet kring Barbados. Inga underarter finns listade i Catalogue of Life.